# Cabocla Tereza
"Cabocla Tereza" é uma canção brasileira composta por João Pacífico e Raul Torres, gravada originalmente em 1940 por Raul Torres em dupla com Serrinha (seu sobrinho), sendo lançada como lado B de um compacto 78 rpm que apresentava a canção "Contando Fita" no lado A. Foi relançada em 1944 pelo duo Raul Torres & Florêncio, também em formato 78 rpm, e posteriormente uma nova regravação foi incluída no LP Cavalo Zaino, lançado em 1959.
Composta em um período fortemente marcado por valores patriarcais, a letra da canção tipifica um dos exemplos de como a música popular brasileira abordava temas de vingança e tragédia amorosa. A narrativa, embora ficcional, representa questões sociais relevantes sobre relações de gênero e violência doméstica no Brasil rural.
A canção se tornou um clássico do gênero sertanejo, sendo regravada por diversos artistas ao longo das décadas, como Vieira & Vieirinha, Teixeirinha, Tonico & Tinoco, Inezita Barroso, Adauto Santos e Sergio Reis.
A despeito de sua temática controversa, "Cabocla Tereza" permanece como uma das composições mais significativas do cancioneiro sertanejo brasileiro, sendo frequentemente citada como exemplo da tradição narrativa das músicas sertanejas do século XX. Em uma enquete realizada pelo jornal Folha de S.Paulo com 16 críticos em 2009, "Cabocla Tereza" foi eleita como uma das cinco melhores músicas caipiras já feitas.

## Contexto e letra
"Cabocla Tereza" narra uma história trágica ambientada no contexto rural brasileiro. O protagonista é um homem que, ao descobrir que sua amada, Tereza, o havia abandonado para viver com outro, decide buscar vingança. A narrativa descreve o momento em que ele, montado a cavalo, se dirige à casa onde a mulher morava, a encontra com outro homem e, movido por ciúmes e possessividade, acaba matando-a.
A composição nitidamente reflete aspectos da sociedade patriarcal brasileira da época, abordando temas como relações de poder e controle nas relações afetivas, conceitos tradicionais de honra e justiça pessoal, visão possessiva e distorcida do amor no contexto rural brasileiro e violência contra a mulher como resposta ao abandono ou traição.
Sob uma perspectiva contemporânea, a letra pode ser vista como uma representação de feminicídio, retratando a violência extrema contra a mulher motivada por sentimentos de posse e vingança. Também ilustra como certas manifestações culturais podem refletir e, por vezes, naturalizar comportamentos violentos nas relações afetivas.

## Regravações e filme
Após a primeira gravação de Raul Torres e Serrinha, "Cabocla Tereza" foi regravada por outros artistas, incluindo Raul Torres & Florêncio, que lançaram uma versão em 1944. Em 1959, o duo lançou a canção no LP "Cavalo Zaino".
A canção também foi popularizada em diversas interpretações, entre elas, Vieira & Vieirinha (1975), Teixeirinha (1977), Tonico & Tinoco (1977), Inezita Barroso (1978) e Sergio Reis (1994).
Há também uma regravação popular na voz de Adauto Santos, lançada na trilha sonora do filme "Cabocla Tereza", baseado na canção de João Pacífico e Raul Torres. Dirigido e estrelado por Sebastião Pereira, com Zélia Martins no papel de Tereza e a participação especial de Jofre Soares, esse longa-metragem foi lançado no final da década de 1970.